# John Reading
John Reading (* ca. 1645 in Lincoln; † 1692 in Winchester) war ein englischer Komponist und Organist und wahrscheinlich Vater von John Reading II (ca. 1685–1764), der bedeutender Musikkopist war.
Von Readings Leben ist wenig bekannt. Er wurde in Lincoln geboren und wurde 1670 Meister der Chorknaben an der Kathedrale von Lincoln und 1675 an der Chichester Cathedral und an der Kathedrale von Winchester. Von 1681 an bis zu seinem Tod war er Organist am Winchester College. Hier vertonte er die lateinischen Tischgebete der Hochschule ebenso wie das Schullied Dulce donum. 166 Anthems wurden von Reading in die Sammlung „The Winchester Organ Book“ („The Berkeley Organ Book“) aufgenommen, die von Daniel Roseingrave ergänzt wurde. Er komponierte auch Lieder, Theatermusik und einen Teil einer Reihe von Antwortgesängen. Er starb in Winchester.
Unter den vier gleichnamigen englischen Musikern, die Ende des 17. Jahrhunderts gewirkt haben, wird der Londoner Organist John Reading II (1667–1764) als möglicher Komponist des bekannten Weihnachtsliedes Adeste fideles genannt. Diese Angabe stützt sich allerdings allein auf eine Erinnerung des Musikverlegers Vincent Novello (1781–1861) und ist ansonsten unbelegt. Die genaue verwandtschaftliche Beziehung ist unklar.